# Bosque de Fontainebleau

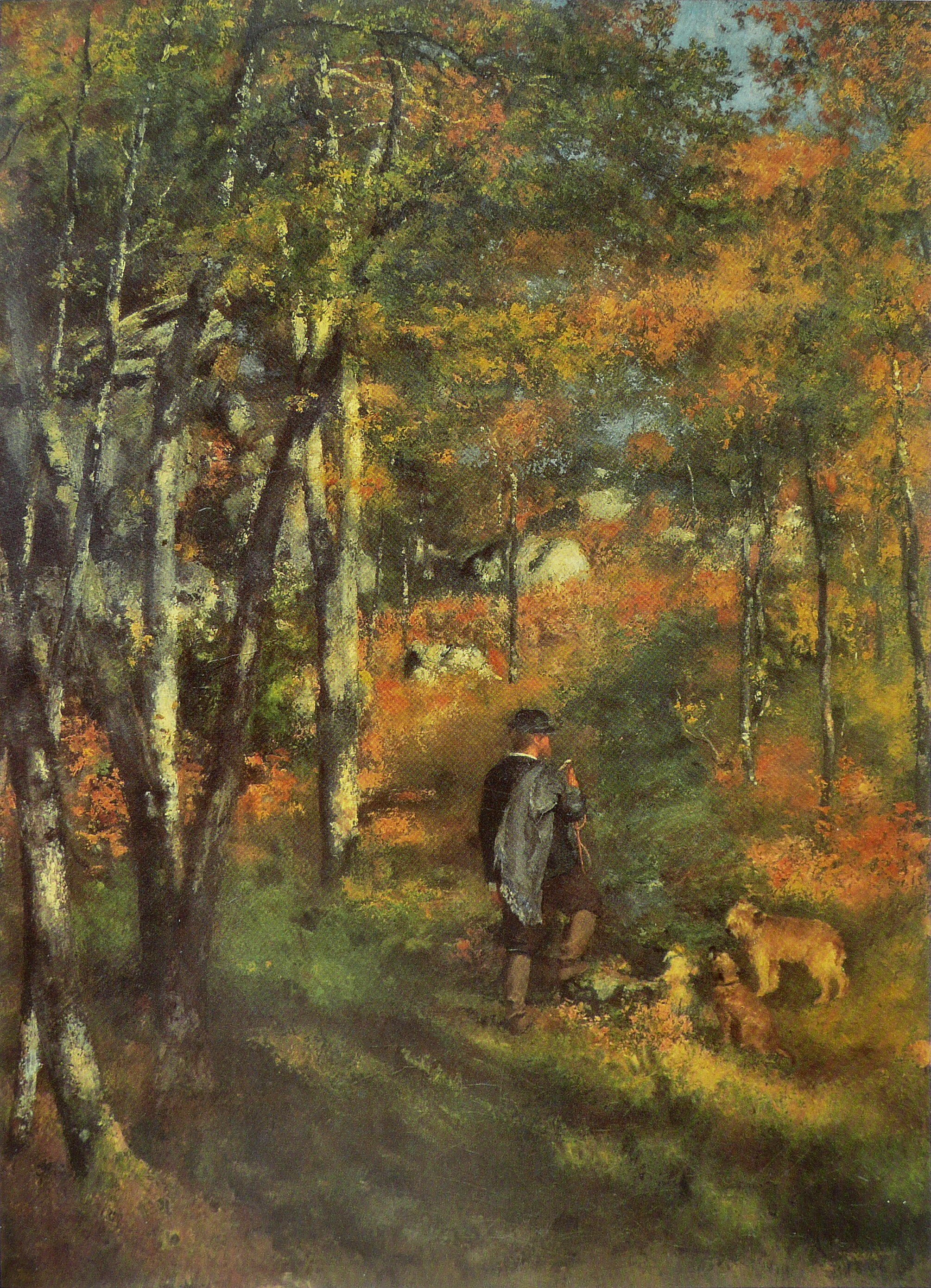
Un joven en el bosque de Fontainebleau, Pierre Auguste Renoir 1886.

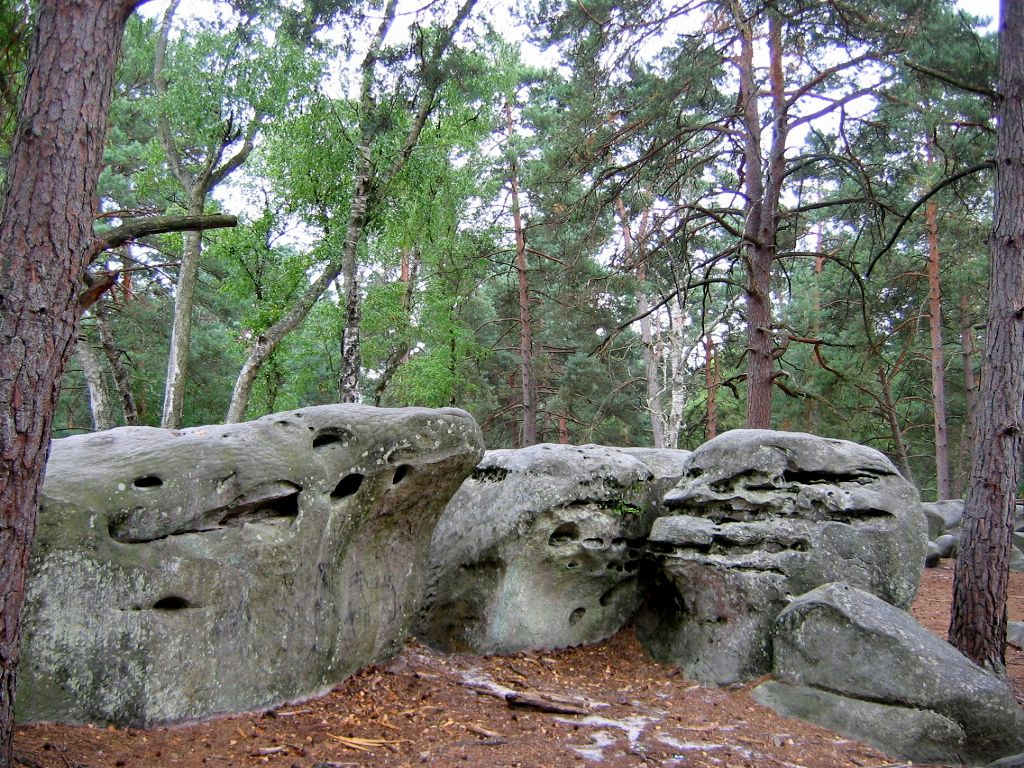
El bosque de Fontainebleau es famoso por sus rocas grandes.

El bosque de Fontainebleau anteriormente llamado Bosque de Cerveza (derivado de brezo), es una tierra forestal importante de Francia, en el sudeste a 60 kilómetros de París. Tiene un área de 280 kilómetros cuadrados y se localiza principalmente en el distrito de Fontainebleau, en la parte del sudoeste del departamento de Sena y Marne. La mayor parte del bosque está en el cantón de Fontainebleau, aunque la zona se extienda hacia cantones contiguos y aún hacia el oeste lejano como la ciudad de Milly-la-Forêt, en el vecino departamento de Essonne. En su interior hay dos comunas, las ciudades de Fontainebleau y Avon.
El bosque de Fontainebleau es un importante macizo y arbolado de 25000 hectáreas, entre las que 21600 hectáreas hoy son administradas en bosque comunal.
Este macizo, en el centro del cual se encuentra la ciudad de Fontainebleau, está situado en Sena y Marne. El bosque comunal propiamente dicho cubre 17072 hectáreas; tiene una altitud que varía entre 42 metros (el Sena en Bois-le-Roi) y 144 metros (Encrucijada del Banco del Rey, 2 km en el norte de Fontainebleau).
Está dividido y atravesado por la autopista A6 (1964), las carreteras nacionales 6 y 7, así como el ferrocarril de París a Lyon. Cada año, millones de visitantes vienen para pasear por la zona (13 millones en 2006).
El bosque de Fontainebleau es célebre en todo el mundo por haber inspirado a los artistas del siglo XIX: pintores impresionistas y de la escuela de Barbizon, así como fotógrafos, escritores y poetas.

## Historia
En 1067, el rey Felipe I adquiere el condado de Gatinais, lo que permite al poder real dominar directamente el conjunto del territorio del bosque actual. En 1167, se atestigua la existencia de una morada real.
En 1400, Carlos VI ordena la primera reformación del bosque, es decir el cierre completo del espacio forestal por algunos meses, con el fin de verificar los derechos y los usos de cada uno sobre la caza y el bosque. Este procedimiento excepcional se renovará numerosas veces bajo el Antiguo Régimen.
En la época de Luis XIV, menos del 20% de la superficie es maderable. Colbert lanza una nueva reformación de junio a septiembre de 1664 así como obras de plantación. El rey recorre entonces el bosque cada año en otoño para la caza.
En 1716, en respuesta al terrible invierno del año 1709, una nueva organización del bosque es promulgada: 6000 hectáreas son plantadas de frondosas, pero esto se revela un fracaso casi total. Una nueva organización es vuelta a lanzar en 1750. En 1786, una introducción tímida de pinos albares es intentada.
Después de la Revolución, en respuesta a numerosas talas salvajes y la proliferación de furtivos por falta de caza, Napoléon I reforma la administración forestal y la del castillo en 1807. En 1830, la plantación de 6000 nuevas hectáreas con varios tipos de pino provoca el descontento de los artistas que vienen para buscar la inspiración en el bosque. Por otro lado, la charca existente en Évées es totalmente drenada y plantada en 1837.
En 1839, Claude François Denecourt publicó su primera guía de paseo por el bosque y se acondicionan las primeras sendas en 1842. Desde 1849, el ferrocarril llega a Fontainebleau, lo que va a permitir a los parisinos visitar Fontainebleau para excursiones al día.
En 1861 es creada la primera reserva artística de 1097 hectáreas. Constituye la primera reserva natural en el mundo, anterior a la creación del Parque nacional de Yellowstone en los Estados Unidos.
En 1872 se funda el primer Comité de protección artística del bosque de Fontainebleau, al cual se adhiere, entre otras personalidades, Victor Hugo. Le sucede en 1907 la Asociación de los amigos del bosque de Fontainebleau.
En 1944 en él es asesinado el exministro del Interior de Francia, Georges Mandel.
En 1953 se crean las primeras reservas biológicas dirigidas e integradas, en sustitución de las reservas artísticas, suprimidas en 1967.

## Geología
- Los asperones de Fontainebleau son célebres por los peñascos de forma rara que son muy ansiados por los escaladores aficionados.

## Fauna y flora
- Los árboles más numerosos son: Robles (el 44 %), Pino escocés (el 40 %), Haya europea (el 10 %);
- 3000 especies de setas han sido registradas.
- 7000 especies de animales se han registrado, incluyendo 5000 de insectos.

### Flora
- Hierba de peñasco (" Brachypodium pinnatum ");
- Árbol de Servicio de Fontainebleau (" Sorbus latifolia ", protección nacional);
- Amelanchier ovalis, protección nacional;
- Juniperus communis;
- Orquídeas Limodorum abortivum;
  - Helleborine Rojo (" Cephalanthera rubra ", protección nacional);
- Thalictrum menos, protección nacional;
- Campanula persicifolia;
- Rubia peregrina;
- Rosa pimpinellifolia;
- Cranesbill (" Geranio sanguineum ");
- Vincetoxicum hirundinaria;
- Trifolium rubens, protección nacional.

### Fauna

#### Mamíferos
Entre los grandes mamíferos, encontramos jabalíes y ciervos.

#### Aves
- Pico picapinos (Dendrocopos major);
- Pájaro carpintero (Dendrocopos menor);
- Carbonero común (Parus major);
- Herrerillo común (Parus caeruleus);
- Mosquitero común (Phylloscopus collybita);
- Mosquitero musical (Phylloscopus trochilus);
- Mosquitero papialbo(Phylloscopus Bonelli);
- Curruca capirotada (Sylvia atricapilla).

## Medidas de protección

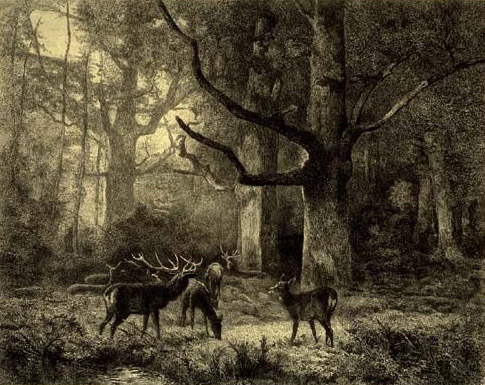
Bosque de Fontainebleau por Karl Bodmer, 1850.

Estatutos diversos coexisten y se sobreponen, cada uno dispone de particularidades propias.
Estos estatutos no cubren el conjunto del bosque sino las parcelas más o menos interesantes y difieren a nivel medioambiental y económico.
- Bosque de protección:

Conservación del uso actual del suelo obligatorio. Toda modificación que atenta contra el medio es prohibida.
"Ventajas": defensa contra la construcción de nuevas infraestructuras y el cuidado del medio.
"Límites": sólo la superficie inicial es mantenida, ninguna recomendación pretende asegurar la conservación de su biodiversidad.
- Red Natura 2000 (Zona de Protección Especial y Zona Especial de Conservación):

Protección de los hábitats, puesta en la red europea.
"Ventajas": protección reglamentaria de los hábitats.
"Límites": el bosque no es integrado en su integridad en Natura 2000 pero es fragmentado entre zonas protegidas y zonas no protegidas.
- Reserva de la biosfera:

Clasificación en el marco del programa Man and Biosphere de Unesco. Su objetivo es conciliar biodiversidad y utilización duradera de los recursos naturales.
"Ventajas": aumenta las posibilidades de colaboración entre los diferentes gerentes en el marco de un desarrollo sostenible.
"Límites": ningún valor jurídico nacional, función de consejo a los actores del medio.
- Lugar de Importancia Comunitaria:

Inventario nacional de las zonas naturales de interés fuerte y patrimonial efectuado por Direcciones regionales del Entorno (Medio ambiente) (DIREN)
"ventajas": conocimiento por las colectividades territoriales de su patrimonio natural.
"Límites": ningún estatuto reglamentario
- Sitio clasificado:

Territorio que no puede ser destruido ni modificado en su estado o su aspecto.
"Ventajas": mantiene en estas condiciones el patrimonio
"límites": poco respetado
- Reserva biológica:

Protección y conservación del medio. Existe la Reserva Biológica Dirigida (gestión conservadora) y la Reserva Biológica Íntegra (ninguna gestión).
"Límites": puede ser desclasificado a cada modificación de la organización
- Reserva natural voluntaria, espacio natural sensible o orden gubernativa de protección de biotopo.

Hay asociaciones que reclaman la clasificación como parque nacional, lo que revitalizaría la economía local, mejoraría la protección del bosque y de sus aspectos notables, atribuiría financiamientos y repartiría la presión turística actualmente demasiado puntual.
No obstante, la división fuerte por la red de carreteras, con los daños que la acompañan, así como otros factores, frenan su realización.

## Economía
El bosque es explotado desde 1330. Desde el siglo XVI, era explotado para el pavimentado de las calles de París. En 1831, se fabricaron todavía 3.000.000 de ladrillos (adoquines). A finales del siglo XIX, bajo la presión de los artistas, se restringió esta actividad de extracción de piedra que ocupaba entonces a 2.000 hombres. En 1907, se cerró la última explotación. A Trois-Pignons, cerró en 1983. La arena muy fina y pura es explotada para las cristalerías desde 1640. Es explotada siempre en la orilla (Bourron-Marlotte).

## En ficción
- El acto 1 (el Prólogo en la Versión italiana) de la ópera de Verdi "Don Carlos" trascurre en el bosque de Fontainebleau.
- Bernard Werber convirtió el Bosque de Fontainebleau en el escenario central de su trilogía de las hormigas.
- Simone de Beauvoir expresa su intención de regresar al Bosque de Fointainebleau en el primer capítulo de su novela La mujer rota.